# Elisabeth Steiner (Juristin, 1956)

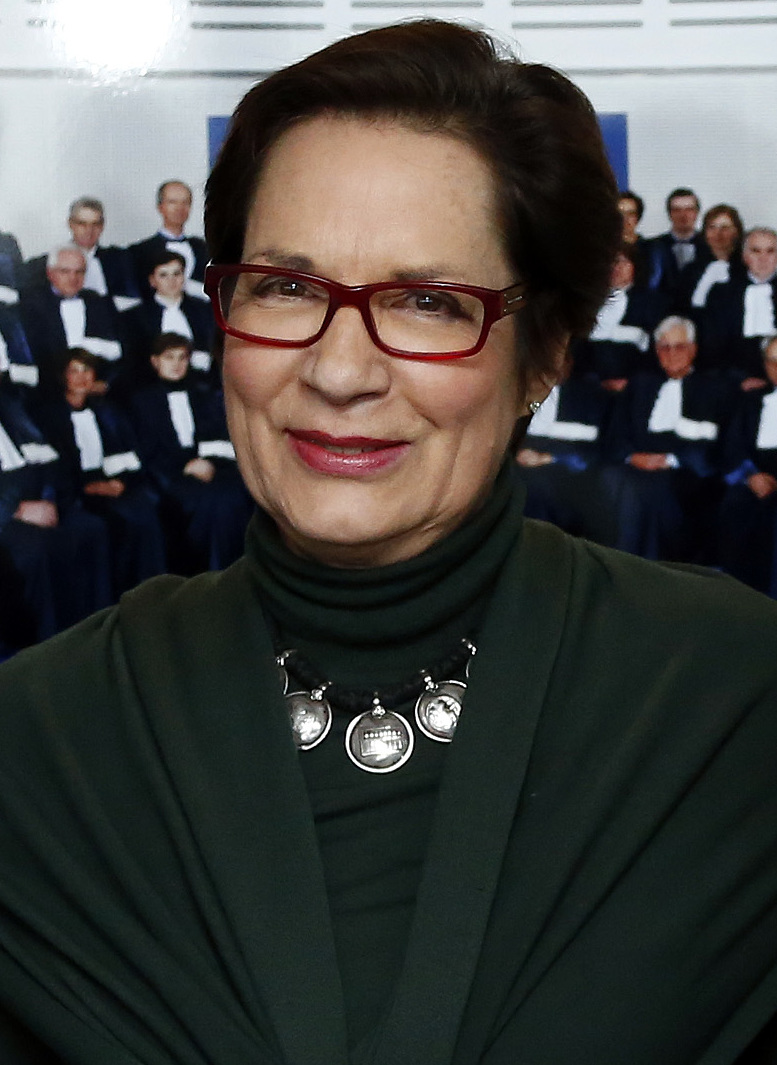
Elisabeth Steiner 2014

Elisabeth Steiner (* 21. März 1956 in Wien) ist eine österreichische Juristin. Von 2001 bis 2015 war sie als Richterin am Europäischen Gerichtshof für Menschenrechte tätig.

## Leben
Steiner studierte zunächst an der Universität für Musik und darstellende Kunst Wien und machte 1978 ihr Diplom in kulturellem Management. Danach entschloss sie sich, Rechtswissenschaften an der Universität Wien zu studieren. Dort promovierte sie 1981. Nach einem Studium der Betriebswirtschaftslehre an der Wirtschaftsuniversität Wien erlangte sie 1982 den Magister und 1985 den Doktorgrad der Sozial- und Wirtschaftswissenschaften.
Ab 1987 praktizierte sie als Anwältin in Wien, bis 2001 in Kanzleigemeinschaft mit Daniela Witt-Dörring als Vertrauensanwältin des ÖAMTC. Sie übernahm auch u. a. die Vertretung Zehntausender ehemaliger Zwangsarbeiter aus der Ukraine, Belarus und Russland, die mit der österreichischen Bundesregierung über eine Entschädigung verhandelten.
Im April 2001 wurde sie von der Parlamentarischen Versammlung des Europarats als Nachfolger von Willi Fuhrmann zur Richterin am Europäischen Gerichtshof für Menschenrechte gewählt. Sie erhielt 127 von 174 Stimmen und setzte sich gegen die Diplomatinnen Elisabeth Bertagnoli und Jutta Stefan-Bastl durch. Am 1. November 2001 trat sie ihr Amt an. Ihre damalige Beteiligung an der Rechtsanwaltskanzlei „Lansky, Steiner & Partner“ legte sie zur Wahrung ihrer Unabhängigkeit (Art. 21 Abs. 3 EMRK) zurück, nahm aber nach Ende dieser Tätigkeit ihre Arbeit als Rechtsanwältin wieder auf und wird 2022 als Rechtsanwältin und Senior Expert Counsel einer Nachfolgekanzlei der früheren Kanzlei Lansky genannt.
Elisabeth Steiner ist Lehrbeauftragte an der Universität Wien, der Donau-Universität Krems sowie an der Sigmund-Freud Universität Privatuniversität. Im Rahmen ihrer Lehrtätigkeit an der Kültür University in Istanbul beteiligte sie sich an den Vorbereitungsarbeiten für ein chinesisch-europäisches Institut für Menschenrechte. Elisabeth Steiner ist weiters Vortragende an der Renmin Law School in Peking, wo sie auch an der Gestaltung eines Praktikantenprogramms für chinesische Studenten am EGMR mitwirkte.
2007 wurde Elisabeth Steiner für eine weitere Amtszeit von sechs Jahren als österreichische Richterin am Europäischen Gerichtshof für Menschenrechte wiedergewählt und setzte sich dabei gegen Ursula Kriebaum und Stefan Rosenmayr durch. Neben ihrem Richteramt war sie am Gerichtshof in administrativen Zusammenhängen die Vizepräsidentin der Sektion 1. Ihre Amtszeit beim Gerichtshof endete mit 31. Oktober 2015, als ihre Nachfolgerin wurde Gabriele Kucsko-Stadlmayer bestellt.
Seit 1. Jänner 2019 gehört Elisabeth Steiner dem International Council of Arbitration for Sport (ICAS) an und übt seit 1. Mai 2019 die Funktion der Vizepräsidentin des Berufungssenates des Court of Arbitration for Sport (CAS) aus.

## Werke
- The Rule of Law in the Jurisprudence of the European Court of Human Rights. Conference. (PDF) Strengthening the Rule of Law in Europe. From a Common Concept to Mechanisms of Implementation. 3. April 2014. Universität Innsbruck, Department of European Law and Public International Law.
- The Rights of Persons with Disabilities in the Jurisdiction of the European Court of Human Rights. Fachtagung „Menschenrechte und Behinderung“ im Rahmen der österreichischen Präsidentschaft des Europarates. 10. April 2014, Wien, Hofburg.
- Impulse aus Straßburg zur Neuregelung der Obsorge durch das Kindschafts- und Namensrechts-Änderungsgesetz 2013 – relevante Rechtsprechung des Europäischen Gerichtshofs für Menschenrechte. In: Stefan Perner: Festschrift für Attila Fenyves. Verlag Österreich, Wien 2013, ISBN 978-3-7046-6474-7, S. 361–378.
- Just Satisfaction under Art 41 ECHR: A Compromise in 1950 – Problematic Now. In: Attila Fenyves, Ernst Karner, Helmut Koziol, Elisabeth Steiner:  Tort Law in the Jurisprudence of the European Court of Human Rights. In der Reihe: Tort and Insurance Law Band 30. Elektronische Ressource. De Gruyter Berlin 2011, ISBN 978-3-11-026000-7. S. 3–27.
- Some reflections on the process which led to the preparation of the European Convention on Human Rights. In: Dean Spielmann, Marialena Tsirli, Panayotis Voyatzis: La Convention européenne des droits de l’homme, un instrument vivant/The European Convention on Human Rights, a living instrument: Mélanges en l’honneur de/Essays in Honour of Christos L. Rozakis. Verlag Bruylant, Brüssel 2011, ISBN 978-2-8027-3499-4.
- Fair Trail und Strafverteidigung – Verteidigungsrechte des Artikels 6 der Europäischen Konvention für Menschenrechte. Vortrag beim „1. Dreiländerforum Strafverteidigung“, 18. Februar 2011. Innsbruck. In: Effektive Strafverteidigung. 1. Dreiländerforum Strafverteidigung. Innsbruck, 18./19. Februar 2011. Schriftenreihe der Vereinigung Österreichischer StrafverteidigerInnen ZDB-ID 2127808-8. Band 18. ISBN 978-3-7083-0778-7, S. 15–38.
- Veränderungen im Verfahren vor dem EGMR im Lichte der Neuerungen des 14. Zusatzprotokolls. In: Renate Kicker (Hrsg.): Europarat: Pionier und unverzichtbarer Garant für Menschenrechte und Demokratie. In der Reihe: Verein für Politik und Zeitgeschichte in der Steiermark (Hrsg.): politicum. 30. Jahrgang, Nr. 108. Graz, Mai 2009. ISSN 1681-7273. S. 39–44.
- Die besondere Ausprägung des europarechtlichen Menschenrechtsschutzes der Europäischen Konvention für Menschenrechte und Grundfreiheiten - Anhand von Beispielen aus der Rechtsprechung des Europäischen Gerichtshofs für Menschenrechte. In Waldemar Hummer (Hrsg.): Österreich im Europarat 1956–2006: Bilanz einer 50-jährigen Mitgliedschaft. Böhlau, 2008, ISBN 978-3-205-77650-5. S. 493–550.